# Doo Hoi Kem
Dans ce nom hongkongais, le nom de famille, Doo Hoi, précède le nom personnel Kem.
Doo Hoi Kem est une pongiste hongkongaise née le 27 novembre 1996. En 2014, elle a remporté la médaille d'argent au profit de la Chinoise Liu Gaoyang lors des 2e Jeux olympiques de la jeunesse d'été de 2014.

## Palmarès
- 2014 :
  -  Médaille d'argent en simple aux Jeux olympiques de la jeunesse d'été de 2014.
  -  Médaille de bronze par équipe aux Championnats du monde.
- 2015 :

 Médaille de bronze en double mixte aux Championnats du monde.